# 天主教奥格斯堡教区
天主教奧格斯堡教區（拉丁語：Dioecesis Augustanus Vindelicorum）是羅馬天主教以德國東南部巴伐利亞州奧格斯堡為中心的一個教區，屬慕尼黑-弗賴辛總教區。
教區於2011年時有教友1,351,703人（佔轄區總人口58.8%）、1,004個堂區、1,019名司鐸、158名執事、597名修士和1,448名修女。現任教區主教為培特朗·邁埃爾，輔理主教為安多尼·洛辛格爾和福利安·韋爾內爾，榮休主教為維篤·若瑟·達梅爾茨、懷德·米薩和龔拉·斯达尔萨，榮休輔理主教為若瑟·格林瓦爾德。
最遲在4世紀，當地已經有基督徒團體，直至8世紀才有明確的主教傳承。大約888年起主教兼任教區的世俗統治者。1803年轄區被併入巴伐利亞選侯國。